# Сборная Франции по хоккею с шайбой
Сборная Франции по хоккею представляет Францию на международных хоккейных турнирах. Франция стала одним из основателей ЛИХГ (ныне ИИХФ) в 1908 году. Высшие достижения: победа на чемпионате Европы в 1924 году и второе место в 1923 году.
Команда регулярно выступает как в Высшем, так и в Первом дивизионах чемпионатов мира, однако в Высшем дивизионе она не добивается особых успехов. Тем не менее, команда в некоторых матчах запомнилась яркой игрой и несколько раз обыгрывала фаворитов. Так, на чемпионате мира 2013 года сборная Франции не вышла в плей-офф, но сенсационно одолела в упорной борьбе сборную России (2:1), а на чемпионате мира 2014 года по буллитам сенсационно переиграла Канаду (3:2 бул.). Примечательно, что обе эти победы были достигнуты в день 9 мая 2013 и 2014 годов соответственно. Занимает 14 место в рейтинге ИИХФ (2024).
В 2019 году на чемпионате мира сборная Франции не смогла одержать ни одной победы в 7 матчах и, уступив в последнем матче прямым конкурентам из сборной Великобритании), после 12 лет выступлений покинула высший дивизион Чемпионатов мира. Наивысшим достижением за эти 12 сезонов стал Четвертьфинал турнира 2014-го года.
На Чемпионате мира 2022 сборные Франции и Италии заменили сборные России (ОКР) и Беларуси, которые не были допущены к турниру из-за военного конфликта на Украине. Сборная Франции смогла одержать две победы: над сборной Казахстана (2:1) и сборной Италии (2:1 (ОТ)), заняв 12-е место в итоговой таблице чемпионата.
На Чемпионате мира 2023 сборная заняла 12-е место, набрав 4 очка в 7 матчах: победа в матче со сборной Австрии (2:1 (ОТ)), поражение от сборных Дании (3:4 (ОТ)) и Венгрии (2:3 (ОТ)). Сборная Франции сохранила место в ТОП-дивизионе.
На Чемпионате мира 2024 сборная заняла итоговое 14-е место в чемпионате, сумев заработать 4 очка: поражение от сборной Латвии (3:2 (ОТ)) и победа над сборной Польши (2:4), что также дало право участия в Чемпионате мира 2025.

## Результаты

### Олимпийские игры
- 1920 — 6 место
- 1924 — 6 место
- 1928 — 5 место
- 1932 — не участвовала
- 1936 — 9 место
- 1948 — не участвовала
- 1952 — не квалифицировалась
- 1956—1964 — не участвовала
- 1968 — 14 место
- 1972—1984 — не квалифицировалась
- 1988 — 11 место
- 1992 — 8 место
- 1994 — 10 место
- 1998 — 11 место
- 2002 — 14 место
- 2006—2018 — не квалифицировалась

### Чемпионаты Европы
- 1910—1922 — не участвовала
- 1923 —  серебряная медаль
- 1924 —  золотая медаль
- 1925 — не участвовала
- 1926 — 5 место
- 1927 — не участвовала
- 1929 — не участвовала
- 1932 — 6 место

### Чемпионаты мира
| - 1930 — 6 место - 1931 — 9 место - 1933 — не участвовала - 1934 — 11 место - 1935 — 7 место - 1937 — 7 место - 1938—1949 — не участвовала - 1950 — 9 место - 1951 — 9 место (2 в группе B) - 1952 — 15 место (6 в группе B) - 1953 — 8 место (5 в группе B) - 1954—1959 — не участвовала - 1961 — 16 место (2 в группе C) - 1962 — 11 место (3 в группе B) - 1963 — 14 место (6 в группе B) - 1964 — не участвовала - 1965 — 17 место (9 в группе B) - 1966 — 20 место (4 в группе C) - 1967 — 20 место (4 в группе C) - 1968 — 14 место (6 в группе B) - 1969 — не участвовала - 1970 — 18 место (4 в группе C) - 1971 — 16 место (2 в группе C) - 1972 — не участвовала - 1973 — 20 место (6 в группе C) - 1974 — 19 место (5 в группе C) - 1975 — 19 место (5 в группе C) - 1976 — 19 место (3 в группе C) - 1977 — 21 место (4 в группе C) - 1978 — 22 место (6 в группе C) - 1979 — 21 место (3 в группе C) | - 1981 — 21 место (5 в группе C) - 1982 — 20 место (4 в группе C) - 1983 — 21 место (5 в группе C) - 1985 — 17 место (1 в группе C) - 1986 — 12 место (4 в группе B) - 1987 — 12 место (4 в группе B) - 1989 — 11 место (3 в группе B) - 1990 — 12 место (4 в группе B) - 1991 — 11 место (3 в группе B) - 1992 — 11 место - 1993 — 12 место - 1994 — 10 место - 1995 — 8 место - 1996 — 11 место - 1997 — 11 место - 1998 — 13 место - 1999 — 15 место - 2000 — 15 место - 2001 — 20 место (2 место в первом дивизионе, группа A) - 2002 — 19 место (2 место в первом дивизионе, группа A) - 2003 — 18 место (1 место в первом дивизионе, группа B) - 2004 — 16 место - 2005 — 20 место (2 место в первом дивизионе, группа B) - 2006 — 20 место (2 место в первом дивизионе, группа A) - 2007 — 18 место (1 место в первом дивизионе, группа A) - 2008 — 14 место - 2009 — 12 место - 2010 — 14 место - 2011 — 12 место - 2012 — 9 место - 2013 — 13 место | - 2014 — 8 место - 2015 — 12 место - 2016 — 14 место - 2017 — 9 место - 2018 — 12 место - 2019 — 15 место - 2022 — 12 место - 2023 — 12 место - 2024 — 14 место - 2025 — 16 место |

## Текущий состав
Состав сборной Франции на Чемпионате мира 2025:
| Номер | Имя                     | Позиция    | Рост, см | Вес, кг | Дата рождения | Клуб                 |
| ----- | ----------------------- | ---------- | -------- | ------- | ------------- | -------------------- |
| 3     | Шарль Бертран           | Нападающий | 185      | 91      | 05.02.1991    | Ингольштадт          |
| 5     | Энцо Губей              | Защитник   | 184      | 88      | 06.05.1999    | Давос                |
| 6     | Винсент Лорка           | Защитник   | 193      | 93      | 16.01.1992    | Дюш д`Анже           |
| 7     | Пьер Криньон            | Защитник   | 195      | 104     | 02.08.1995    | Брюлёр де Люп        |
| 8     | Хьюго Галле (А)         | Защитник   | 192      | 93      | 20.06.1997    | Иисалмен Пели-Кархут |
| 9     | Александр Тексье        | Нападающий | 185      | 87      | 13.09.1999    | Сент-Луис Блюз       |
| 20    | Фабьен Колотти          | Нападающий | 178      | 89      | 27.08.1996    | Марсель Спатранс     |
| 22    | Гийом Леклер            | Нападающий | 173      | 82      | 20.02.1996    | Брюлёр де Люп        |
| 25    | Николя Ритц             | Нападающий | 180      | 90      | 26.02.1992    | Хернинг Блю Фокс     |
| 27    | Жюль Боск               | Защитник   | 183      | 79      | 22.02.2002    | Айова Хартлендерс    |
| 29    | Луи Будон (А)           | Нападающий | 180      | 84      | 04.10.1998    | Нюбру Викингс        |
| 30    | Антуан Келлер           | Вратарь    | 188      | 89      | 06.10.2004    | Ла-Шо-де-Фон         |
| 32    | Квентин Папийон         | Вратарь    | 177      | 79      | 07.04.1997    | Боксерс де Бордо     |
| 33    | Джулиан Джунка          | Вратарь    | 195      | 92      | 15.02.1998    | Дукла Михаловце      |
| 41    | Пьер-Эдуар Белльмар (К) | Нападающий | 182      | 89      | 06.03.1985    | Аджой                |
| 44    | Кевин Спиноцци          | Защитник   | 188      | 93      | 23.05.1996    | Боксерс де Бордо     |
| 72    | Жорданн Перре           | Нападающий | 179      | 82      | 15.10.1994    | Градец-Кралове       |
| 77    | Саша Трей               | Нападающий | 193      | 100     | 06.11.1987    | Брюлёр де Люп        |
| 78    | Дилан Фабр              | Нападающий | 178      | 77      | 10.11.2000    | Эссят                |
| 81    | Антони Реш              | Нападающий | 180      | 87      | 09.07.1992    | Драгон де Руан       |
| 86    | Йохан Куло              | Защитник   | 178      | 74      | 30.08.2000    | Марсель Спатранс     |
| 90    | Орельен Дэйр            | Нападающий | 187      | 84      | 10.09.1999    | Брюлёр де Люп        |
| 94    | Тим Бозон               | Нападающий | 186      | 92      | 20.11.1984    | Лозанна              |
| 95    | Кевин Бозон             | Нападающий | 187      | 88      | 30.12.1995    | Аджой                |

| Должность            | Имя           | Гражданство | Дата рождения |
| -------------------- | ------------- | ----------- | ------------- |
| Главный тренер       | Йорик Трей    | Франция     | 15.07.1980    |
| Ассистент тренера    | Норманд Базен | Канада      | 18.01.1971    |
| Ассистент тренера    | Кристобаль Юэ | Франция     | 03.09.1975    |
| Ассистент тренера    | Айван Занатта | Канада      | 03.08.1960    |
| Тренер вратарей      | Флориан Арди  | Франция     | 08.02.1985    |
| Генеральный менеджер | Рено Жакен    | Франция     | 16.02.1973    |